# دونالد ألكسندر ماكدونالد
دونالد الكسندر ماكدونالد هو رائد أعمال وسياسي كندي، ولد في 17 فبراير 1817 في كندا، وتوفي بنفس المكان في 10 يونيو 1896. حزبياً، نشط في الحزب الليبرالي الكندي. انتخب عضو مجلس العموم الكندي عن دائرة Glengarry (federal electoral district) ‏ (20 سبتمبر 1867 – 18 مايو 1875) وانتخب Lieutenant Governor of Ontario ‏ (1875 – 1880).